# Charte von Schwaben

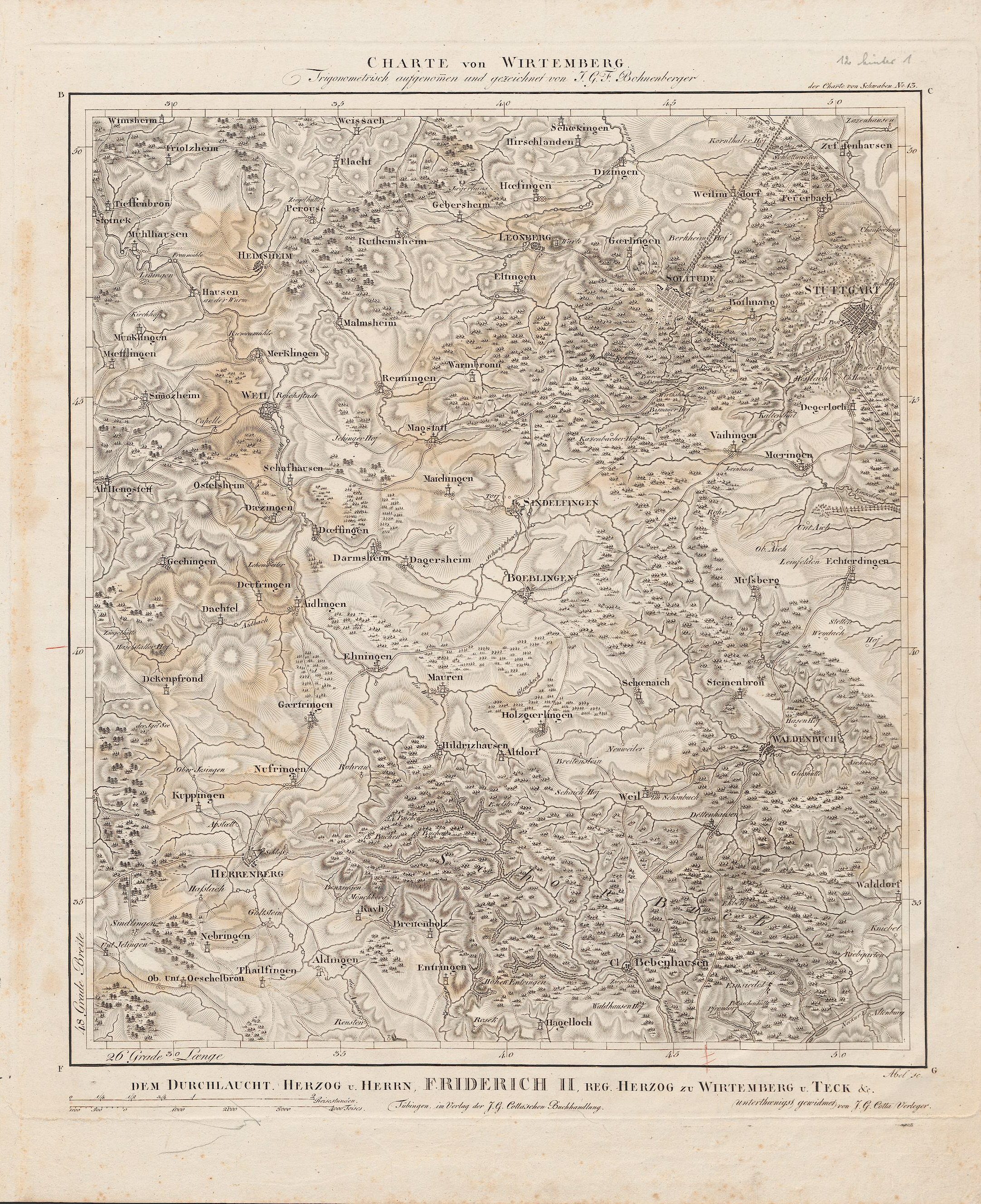
Charte von Schwaben, Blatt 13 (Stuttgart)

Die Charte von Schwaben war eine privat durchgeführte, topografische Landesaufnahme von Südwestdeutschland, insbesondere von Schwaben.
Das Kartenwerk erschien ab 1798 im Verlag von Georg Cotta in Tübingen und wurde 1828 abgeschlossen. Es hatte den Maßstab 1:86.400 und bestand aus 62 Blättern.
Die Autoren waren Johann Gottlieb Friedrich von Bohnenberger (1765–1831) und Ignaz Ambros von Amman (1753–1840), später hinzugekommen auch Ernst Heinrich Michaelis (1794–1873).